# Élections législatives écossaises de 2007
 (juillet 2018).
Si vous disposez d'ouvrages ou d'articles de référence ou si vous connaissez des sites web de qualité traitant du thème abordé ici, merci de compléter l'article en donnant les références utiles à sa vérifiabilité et en les liant à la section « Notes et références ».
Les élections législatives écossaises de 2007 représentent les troisièmes élections générales pour le Parlement écossais depuis sa recréation en 1999. Le vote s'est déroulé le jeudi 3 mai 2007, deux jours après le tricentenaire de l'Acte d'Union qui unifia l'Écosse et l'Angleterre en 1707.
Il fut particulièrement remarqué à cause des sondages favorables dont avaient bénéficié, dans les mois précédents, le Parti national écossais (Scottish National Party) et le projet d'indépendance qui représente un aspect central de son programme. Les élections locales écossaises ont eu lieu le même jour. Après des problèmes importants avec le système de vote électronique, on dévoila la victoire du Parti national écossais, avec un siège de plus que le Parti travailliste.

## Mode de scrutin
Les membres du Parlement écossais sont élus lors d'un scrutin mixte. 73 députés sont élus au scrutin uninominal majoritaire à un tour et 56 autres sont élus au niveau de huit régions au scrutin proportionnel plurinominal. Les mandats obtenus au scrutin uninominal par les partis sont imputés à leurs mandats obtenus au scrutin proportionnel, afin d'assurer une représentation équilibrée à la fois des régions écossaises et à la fois des différentes forces politiques.

## Contexte
Jack McConnell, en tant que Premier ministre, s'est engagé dans l'élection avec une mince majorité de 5 sièges constituée d'une coalition de députés du Parti travailliste et du parti des Libéraux-démocrates. Les questions majeures de la campagne furent la santé, l'éducation, la réforme de la « council Tax », le système de retraite, l'Union et l'indépendance, et l'accroissement des pouvoirs du Parlement écossais. Certains partis ont aussi suggéré de faire passer de 16 à 18 ans l'âge limite pour quitter l'école, et d'augmenter également l'âge minimal pour acheter du tabac.

## Résultats
| Partis | Partis                    | Circonscriptions (Scrutin majoritaire) | Circonscriptions (Scrutin majoritaire) | Circonscriptions (Scrutin majoritaire) | Circonscriptions (Scrutin majoritaire) | Circonscriptions (Scrutin majoritaire) | Régional (Scrutin proportionnel) | Régional (Scrutin proportionnel) | Régional (Scrutin proportionnel) | Régional (Scrutin proportionnel) | Régional (Scrutin proportionnel) | Total des sièges | Total des sièges | Total des sièges |
| Partis | Partis                    | Votes                                  | %                                      | +/−                                    | sièges                                 | +/−                                    | Votes                            | %                                | +/−                              | sièges                           | +/−                              | Total            | +/−              | %                |
| ------ | ------------------------- | -------------------------------------- | -------------------------------------- | -------------------------------------- | -------------------------------------- | -------------------------------------- | -------------------------------- | -------------------------------- | -------------------------------- | -------------------------------- | -------------------------------- | ---------------- | ---------------- | ---------------- |
|        | Parti national écossais   | 664 227                                | 32,9                                   | +9,1                                   | 21                                     | +12                                    | 633 401                          | 31,0                             | +10,2                            | 26                               | +8                               | 47               | +20              | 37,0             |
|        | Parti travailliste        | 648 374                                | 32,2                                   | -2,5                                   | 37                                     | −9                                     | 595 415                          | 29,2                             | -0,1                             | 9                                | +5                               | 46               | -4               | 36,2             |
|        | Parti conservateur        | 334 743                                | 16,6                                   | 0                                      | 4                                      | +1                                     | 284 005                          | 13,9                             | -1,6                             | 13                               | -2                               | 17               | -1               | 13,4             |
|        | Libéraux-démocrates       | 326 232                                | 16,2                                   | +0,9                                   | 11                                     | -2                                     | 230 671                          | 11,3                             | -0,5                             | 5                                | +1                               | 16               | -1               | 12,6             |
|        | Parti vert écossais       | 2 971                                  | 0,2                                    | +0,2                                   | 0                                      | =                                      | 82 584                           | 4,0                              | -2,8                             | 2                                | -5                               | 2                | -5               | 1,6              |
|        | SSCU                      | 1 702                                  | 0,1                                    | 0                                      | 0                                      | =                                      | 38 743                           | 1,9                              | +0,4                             | 0                                | =                                | 0                | =                |                  |
|        | Solidarité                | –                                      | –                                      | –                                      | –                                      | –                                      | 31 066                           | 1,5                              | +1,5                             | 0                                | =                                | 0                | =                |                  |
|        | Parti socialiste écossais | 525                                    | 0,0                                    | -6,2                                   | 0                                      | =                                      | 12 731                           | 0,6                              | -6,1                             | 0                                | -4                               | 0                | -4               |                  |
|        |                           |                                        |                                        |                                        |                                        |                                        |                                  |                                  |                                  |                                  |                                  |                  |                  |                  |
| Total  | Total                     | 2 016 978                              | 51,8                                   | +2,5                                   | 73                                     |                                        |                                  |                                  |                                  | 56                               |                                  | 129              |                  |                  |

Au matin du 4 mai, les résultats des élections étaient toujours paralysés par les problèmes majeurs connus par le nouveau système de vote électronique. On confirma enfin en après-midi que le Parti national écossais était le gagnant de l'élection avec un seul siège d'avance. La commission électorale s'est engagé à faire enquête sur les 100 000 bulletins rejetés.
Les commentateurs prévoient que le Parti national écossais devra composer avec les Libéraux-démocrates s'il veut former une coalition. Cela pose un problème pour les Nationalistes, puisque les Libéraux-démocrates ont affirmé ne pas avoir l'intention d'appuyer leur projet d'indépendance et, par conséquent, la législation nécessaire pour enclencher un processus référendaire. On entrevoit aussi une alliance avec les Verts, qui est, comme le PNE, un parti progressiste et indépendantiste.

## Députés élus dans les circonscriptions

### Central Scotland
| Circonscription              | Député sortant | Député sortant    | Député élu | Député élu       |
| ---------------------------- | -------------- | ----------------- | ---------- | ---------------- |
| Airdrie and Shotts           |                | Karen Whitefield  |            | Karen Whitefield |
| Coatbridge and Chryston      |                | Elaine Smith      |            | Elaine Smith     |
| Cumbernauld and Kilsyth      |                | Cathie Craigie    |            | Cathie Craigie   |
| East Kilbride                |                | Andy Kerr         |            | Andy Kerr        |
| Falkirk East                 |                | Cathy Peattie     |            | Cathy Peattie    |
| Falkirk West                 |                | Dennis Canavan    |            | Michael Matheson |
| Hamilton North and Bellshill |                | Michael McMahon   |            | Michael McMahon  |
| Hamilton South               |                | Tom McCabe        |            | Tom McCabe       |
| Kilmarnock and Loudoun       |                | Margaret Jamieson |            | Willie Coffey    |
| Motherwell and Wishaw        |                | Jack McConnell    |            | Jack McConnell   |

### Glasgow
| Circonscription     | Député sortant | Député sortant    | Député élu | Député élu        |
| ------------------- | -------------- | ----------------- | ---------- | ----------------- |
| Glasgow Anniesland  |                | Bill Butler       |            | Bill Butler       |
| Glasgow Baillieston |                | Margaret Curran   |            | Margaret Curran   |
| Glasgow Cathcart    |                | Charlie Gordon    |            | Charlie Gordon    |
| Glasgow Govan       |                | Gordon Jackson    |            | Nicola Sturgeon   |
| Glasgow Kelvin      |                | Pauline McNeill   |            | Pauline McNeill   |
| Glasgow Maryhill    |                | Patricia Ferguson |            | Patricia Ferguson |
| Glasgow Pollok      |                | Johann Lamont     |            | Johann Lamont     |
| Glasgow Rutherglen  |                | Janis Hughes      |            | James Kelly       |
| Glasgow Shettleston |                | Frank McAveety    |            | Frank McAveety    |
| Glasgow Springburn  |                | Paul Martin       |            | Paul Martin       |

### Highlands and Islands
| Circonscription                       | Député sortant | Député sortant      | Député élu | Député élu          |
| ------------------------------------- | -------------- | ------------------- | ---------- | ------------------- |
| Argyll and Bute                       |                | George Lyon         |            | Jim Mather          |
| Caithness, Sutherland and Easter Ross |                | Jamie Stone         |            | Jamie Stone         |
| Inverness East, Nairn and Lochaber    |                | Fergus Ewing        |            | Fergus Ewing        |
| Moray                                 |                | Richard Lochhead    |            | Richard Lochhead    |
| Orkney                                |                | Jim Wallace         |            | Liam McArthur       |
| Ross, Skye and Inverness West         |                | John Farquhar Munro |            | John Farquhar Munro |
| Shetland                              |                | Tavish Scott        |            | Tavish Scott        |
| Western Isles                         |                | Alasdair Morrison   |            | Alasdair Allan      |

### Lothians
| Circonscription                | Député sortant | Député sortant   | Député élu | Député élu       |
| ------------------------------ | -------------- | ---------------- | ---------- | ---------------- |
| Edinburgh Central              |                | Sarah Boyack     |            | Sarah Boyack     |
| Edinburgh East and Musselburgh |                | Susan Deacon     |            | Kenny MacAskill  |
| Edinburgh North and Leith      |                | Malcolm Chisholm |            | Malcolm Chisholm |
| Edinburgh Pentlands            |                | David McLetchie  |            | David McLetchie  |
| Edinburgh South                |                | Mike Pringle     |            | Mike Pringle     |
| Edinburgh West                 |                | Margaret Smith   |            | Margaret Smith   |
| Linlithgow                     |                | Mary Mulligan    |            | Mary Mulligan    |
| Livingston                     |                | Bristow Muldoon  |            | Angela Constance |
| Midlothian                     |                | Rhona Brankin    |            | Rhona Brankin    |

### Mid Scotland and Fife
| Circonscription  | Député sortant | Député sortant      | Député élu | Député élu          |
| ---------------- | -------------- | ------------------- | ---------- | ------------------- |
| Dunfermline East |                | Helen Eadie         |            | Helen Eadie         |
| Dunfermline West |                | Scott Barrie        |            | Jim Tolson          |
| Fife Central     |                | Christine May       |            | Tricia Marwick      |
| Fife North East  |                | Iain Smith          |            | Iain Smith          |
| Kirkcaldy        |                | Marilyn Livingstone |            | Marilyn Livingstone |
| North Tayside    |                | John Swinney        |            | John Swinney        |
| Ochil            |                | George Reid         |            | Keith Brown         |
| Perth            |                | Roseanna Cunningham |            | Roseanna Cunningham |
| Stirling         |                | Sylvia Jackson      |            | Bruce Crawford      |

### North East Scotland
| Circonscription                   | Député sortant | Député sortant    | Député élu | Député élu        |
| --------------------------------- | -------------- | ----------------- | ---------- | ----------------- |
| Aberdeen Central                  |                | Lewis Macdonald   |            | Lewis Macdonald   |
| Aberdeen North                    |                | Brian Adam        |            | Brian Adam        |
| Aberdeen South                    |                | Nicol Stephen     |            | Nicol Stephen     |
| Angus                             |                | Andrew Welsh      |            | Andrew Welsh      |
| Banff and Buchan                  |                | Stewart Stevenson |            | Stewart Stevenson |
| Dundee East                       |                | Shona Robison     |            | Shona Robison     |
| Dundee West                       |                | Kate Maclean      |            | Joe Fitzpatrick   |
| Gordon                            |                | Nora Radcliffe    |            | Alex Salmond      |
| West Aberdeenshire and Kincardine |                | Mike Rumbles      |            | Mike Rumbles      |

### South of Scotland
| Circonscription                   | Député sortant | Député sortant      | Député élu | Député élu      |
| --------------------------------- | -------------- | ------------------- | ---------- | --------------- |
| Ayr                               |                | John Scott          |            | John Scott      |
| Carrick, Cumnock and Doon Valley  |                | Cathy Jamieson      |            | Cathy Jamieson  |
| Clydesdale                        |                | Karen Gillon        |            | Karen Gillon    |
| Cunninghame South                 |                | Irene Oldfather     |            | Irene Oldfather |
| Dumfries                          |                | Elaine Murray       |            | Elaine Murray   |
| East Lothian                      |                | John Home Robertson |            | Iain Gray       |
| Galloway and Upper Nithsdale      |                | Alex Fergusson      |            | Alex Fergusson  |
| Roxburgh and Berwickshire         |                | Euan Robson         |            | John Lamont     |
| Tweeddale, Ettrick and Lauderdale |                | Jeremy Purvis       |            | Jeremy Purvis   |

### West of Scotland
| Circonscription           | Député sortant | Député sortant  | Député élu | Député élu      |
| ------------------------- | -------------- | --------------- | ---------- | --------------- |
| Clydebank and Milngavie   |                | Des McNulty     |            | Des McNulty     |
| Cunninghame North         |                | Allan Wilson    |            | Kenneth Gibson  |
| Dumbarton                 |                | Jackie Baillie  |            | Jackie Baillie  |
| Eastwood                  |                | Ken Macintosh   |            | Ken Macintosh   |
| Greenock and Inverclyde   |                | Duncan McNeil   |            | Duncan McNeil   |
| Paisley North             |                | Wendy Alexander |            | Wendy Alexander |
| Paisley South             |                | Hugh Henry      |            | Hugh Henry      |
| Strathkelvin and Bearsden |                | Jean Turner     |            | David Whitton   |
| West Renfrewshire         |                | Trish Godman    |            | Trish Godman    |